# Capian
 Capian  ist eine französische Gemeinde im Département Gironde in der Region Nouvelle-Aquitaine. Die Gemeinde liegt im Einzugsgebiet der Stadt Bordeaux. Der Ort hat 798 Einwohner (Stand 1. Januar 2022); damit hat sich die  Einwohnerzahl die letzten 40 Jahre kaum geändert.
Die Gemeinde gehört zum Kanton L’Entre-deux-Mers im Arrondissement Langon.

## Bevölkerungsentwicklung
| Jahr                       | 1962 | 1968 | 1975 | 1982 | 1990 | 1999 | 2006 | 2018 |
| Einwohner                  | 564  | 623  | 591  | 669  | 602  | 624  | 626  | 737  |
| Quellen: Cassini und INSEE |      |      |      |      |      |      |      |      |

## Sehenswürdigkeiten
- Kirche Saint-Saturnin

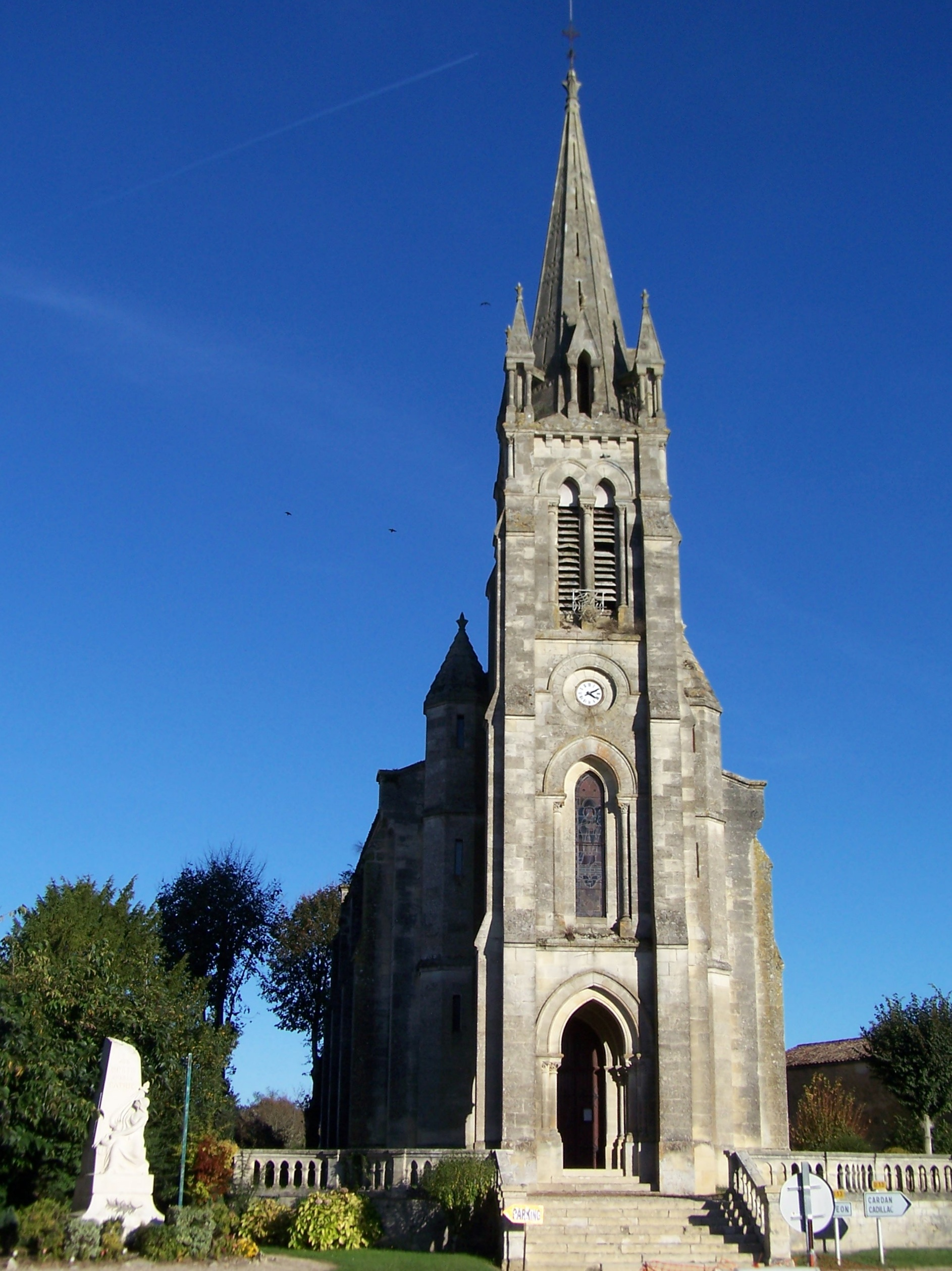
Kirche Saint-Saturnin

- Siehe auch: Liste der Monuments historiques in Capian

## Weinbau
Capian ist eine Weinbaugemeinde. Die Rebflächen gehören zu den Appellationen Premières Côtes de Bordeaux und Cadillac.